# بانک بی‌پی‌اچ
بانک بی‌پی‌اچ (انگلیسی: Bank BPH) شرکت خدمات مالی و بانکداری لهستانی است، که در سال ۱۹۸۰ تأسیس شد.